# Fritz Löwenthal
Fritz Löwenthal (* 15. September 1888 in München; † 28. August 1956 in Valdorf) war ein deutscher Politiker der KPD und der SPD.

## Leben
Fritz Löwenthal wurde als Sohn des jüdischen Kaufmanns Max Löwenthal und dessen Ehefrau Franziska, geb. Schlesinger, in München geboren. Er studierte ab 1907 in Berlin und München Psychologie und Musiktheorie, danach Nationalökonomie und schließlich Rechtswissenschaft. 1911 legte er das Erste juristische Examen ab, 1914 die Zweite Staatsprüfung für den höheren Justiz- und Verwaltungsdienst. 1913 promovierte er mit einer Arbeit zum preußischen Verfassungsstreit von 1862 bis 1866.
1917 wurde er zum Militärdienst eingezogen. Nach dem Ersten Weltkrieg arbeitete er als Rechtsanwalt in Nürnberg, Stuttgart und Berlin. 1927 trat er der KPD bei, 1929 wurde er Vorsitzender der Internationalen Juristenvereinigung. 1930 wurde er in den Reichstag gewählt. Er war Mitglied des Exekutivkomitees der Roten Hilfe Deutschlands.
Im März 1933, wenige Tage nach dem Reichstagsbrand, emigrierte er nach Frankreich. Später ging er in die Niederlande und 1935 in die Sowjetunion, wo er zwölf Jahre blieb. In dieser Zeit arbeitete als Sprachlehrer, Redakteur und Übersetzer in Moskau. Er erlebte dabei die stalinistischen Säuberungen und wandelte sich von einem Bewunderer zu einem Kritiker des sowjetischen Systems. Ab 1943 war er Politinstrukteur in Kriegsgefangenenlagern, unter anderen an der Antifa-Schule im Dorf Talizy. 1945 war Löwenthal zunächst auf einer Ergänzungsliste von Initiativgruppen für den Einsatz in Berlin vorgesehen, er blieb aber zunächst in der Sowjetunion.
1946 kehrte er aus der Emigration nach Deutschland in die Sowjetische Besatzungszone zurück. Als einer der wenigen zur Verfügung stehenden kommunistischen Volljuristen geriet er sofort in den Focus der KPD-Führung für einen Einsatz in der Deutschen Zentralverwaltung für Justiz (DJV) unter Eugen Schiffer. Bereits im Januar 1946 war er diesbezüglich als Leiter der Abteilung V der DJV im Gespräch. Erst im Januar 1947 wurde Löwenthal jedoch wirklich in der DJV eingestellt. Ihm wurde mit der Ernennung zum Abteilungsleiter am 5. Februar 1947 die Leitung der Abteilung III anvertraut. Nach eigenem Bekunden hatte Löwenthal bei seiner Rückkehr gehofft, in der Sozialistischen Einheitspartei eine Vertreterin der wahren Interessen des deutschen Volkes zu finden. Schon am 25. Mai 1947 entschloss sich Löwenthal aber, die SBZ zu verlassen. Vorher verfasste er einen Abschiedsbrief an Schiffer, in dem er schrieb, daß die Zustände in der Ostzone […] fast noch schlimmer als in der Sowjetunion seien; da er keiner fremden Macht dienstbar sein wolle, bleibe ihm kein anderer Ausweg, als den Weg dorthin zu nehmen, wo die persönliche Freiheit der Staatsbürger besser geachtet wird.
1948 erschien sein Buch Der neue Geist von Potsdam. In diesem Buch ist Material enthalten, das er im Jahr 1951 der UN-Kommission zur Untersuchung von Zwangsarbeit in der Sowjetunion lieferte.

## Abgeordneter
Löwenthal war von 1930 bis 1932 für die KPD Mitglied des fünften Reichstages der Weimarer Republik. Von 1948 bis 1949 war er für die SPD Mitglied des Parlamentarischen Rates. Nachdem er Kurt Schumacher öffentlich wegen inhaltlicher Differenzen kritisiert hatte, drohte ihm der Parteiausschluss. Dem kam er zuvor, indem er aus Partei und Fraktion austrat. Seitdem war er parteiloses Mitglied im parlamentarischen Rat und sprach sich schließlich für die Annahme des Grundgesetzes aus.